# 232 (numero)
Duecentotrentadue (232) è il numero naturale dopo il 231 e prima del 233.

## Proprietà matematiche
- È un numero pari.
- È un numero composto con otto divisori: 1, 2, 4, 8, 29, 58, 116, 232. Poiché la somma dei suoi divisori è 218 < 232, è un numero difettivo.
- È un numero noncototiente.
- È un numero decagonale, 40-gonale, e 11-gonale centrato.
- È un numero poligonale centrale.
- È un numero rifattorizzabile, dato che è divisibile per il numero dei suoi divisori.
- È un numero idoneo.
- È un numero malvagio.
- Può essere espresso in due modi diversi come differenza di due quadrati (232=312-272=592-572), e in un modo come somma di due quadrati (232=142+62).
- È un numero palindromo in base 10 e nel sistema di numerazione posizionale a base 11 (1A1).
- È il numero massimo di regioni in cui in piano può essere diviso da 21 linee.
- È parte delle terne pitagoriche (160, 168, 232), (174, 232, 290), (232, 435, 493), (232, 825, 857), (232, 1674, 1690), (232, 3360, 3368), (232, 6726, 6730), (232, 13455, 13457).
- È pari alla somma dei primi 11 numeri della successione di Fibonacci (da 1 a 89).

## Astronomia
- 232P/Hill è una cometa periodica del sistema solare.
- 232 Russia è un asteroide della fascia principale del sistema solare.

## Astronautica
- Cosmos 232 è un satellite artificiale russo.

## Altri ambiti
- +232 è il prefisso telefonico internazionale della Sierra Leone.